# Limnophyton
Limnophyton là chi thực vật có hoa trong họ Alismataceae.